# 六會日大前站

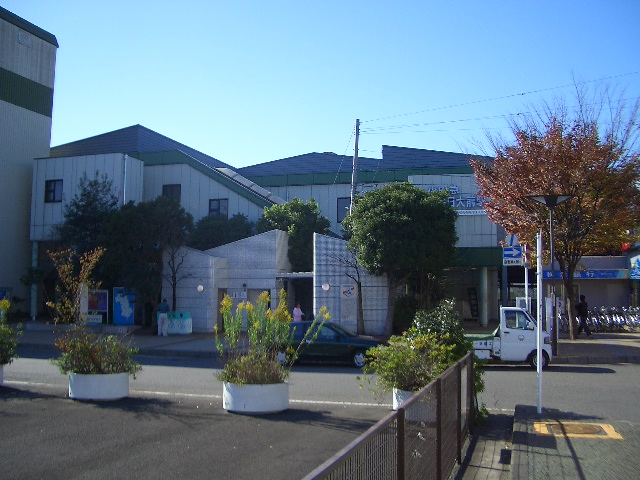
東口（2004年11月27日）

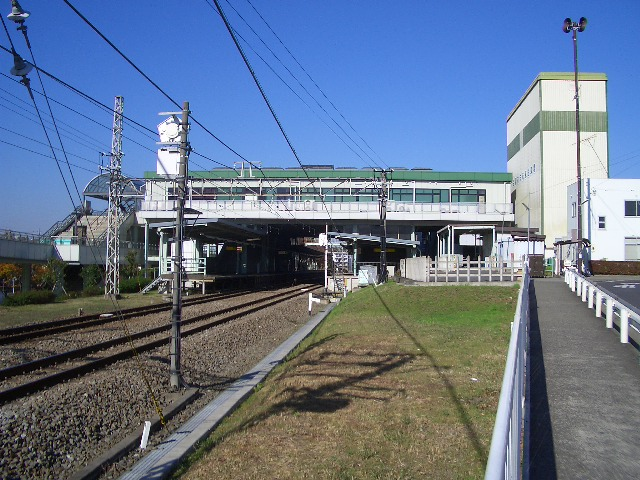
藤澤方向望向月台、站房（2004年11月27日）

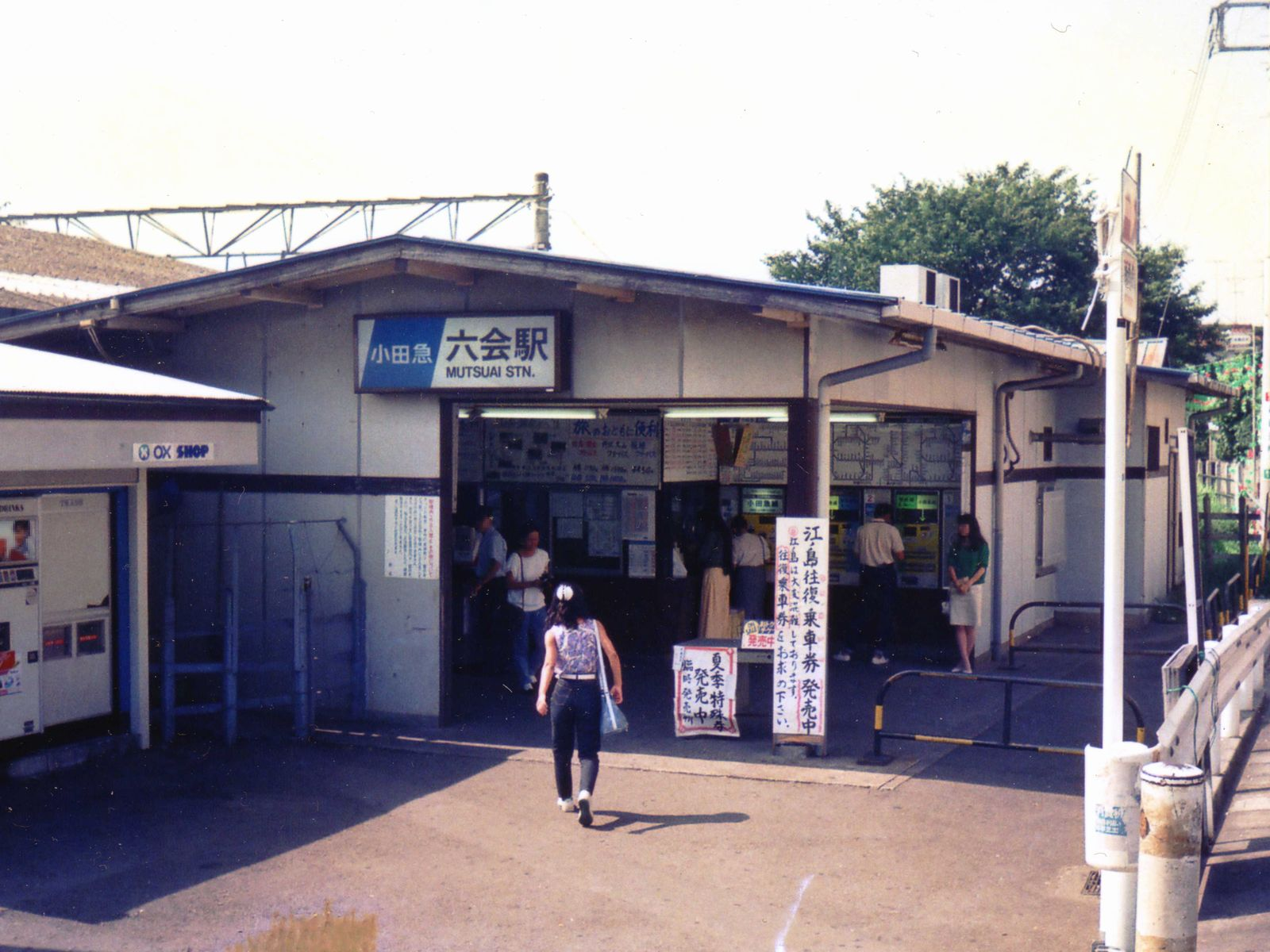
以前的六會站站房（1988年）

六會日大前站（日语：／ Mutsuai-nichidaimae eki */?）是一個位於神奈川縣藤澤市龜井野一丁目，屬於小田急電鐵江之島線的鐵路車站。車站編號是OE 10。

## 歷史
- 1929年（昭和4年）4月1日 - 六會站於六會村龜井野1769番地開業。為「直通」班次停靠站。
- 1945年（昭和20年）6月 - 廢止「直通」班次，各站停車延伸至全線，本站為其停靠站。
- 1946年（昭和21年）10月1日 - 新增準急班次，本站為其停靠站。
- 1962年（昭和37年）起數年 - 早晨尖峰時刻停靠一般上行通勤急行。
- 1995年（平成7年）4月15日 - 跨站式站房與東西自由通道啟用。
- 1998年（平成10年）8月22日 - 更名為六會日大前站。
- 2012年（平成24年）6月 - 啟用列車資訊顯示器。

## 站名由來
開設當時的「六會」取自當地在1889年（明治22年）町村制施行時，由六村（高座郡圓行村、龜井野村、下土棚村、西俣野村、今田村與石川村）合併而成的六會村。
之後日本大學希望將站名改為「湘南日大前」，在與地方居民協議之後，保留歷史地名「六會」更名為「六會日大前」。

## 車站構造
本站是側式月台2面2線地面車站，站房為跨站式站房。
月台從東側起為1號月台。
2012年6月，新設列車資訊顯示器。
| 月台 | 路線     | 方向 | 目的地                       |
| ---- | -------- | ---- | ---------------------------- |
| 1    | 江之島線 | 下行 | 藤澤、片瀨江之島方向         |
| 2    | 江之島線 | 上行 | 相模大野、新宿、千代田線方向 |

## 利用狀況
2016年度1日平均上下車人次為30,477人。小田急全部70個車站當中排名第38位，是僅停靠各站停車的車站中運量最高的一站。
近年上下車人次、上車人次變化如下表。
| 年度               | 1日平均 上下車人次 | 1日平均 上車人次 | 來源     |
| ------------------ | ------------------ | ---------------- | -------- |
| 1995年（平成07年） |                    | 14,747           | [ * 1 ]  |
| 1998年（平成10年） |                    | 14,484           | [ * 2 ]  |
| 1999年（平成11年） |                    | 13,928           | [ * 3 ]  |
| 2000年（平成12年） |                    | 14,349           | [ * 3 ]  |
| 2001年（平成13年） |                    | 14,103           | [ * 4 ]  |
| 2002年（平成14年） | 28,454             | 14,239           | [ * 5 ]  |
| 2003年（平成15年） | 28,633             | 14,299           | [ * 6 ]  |
| 2004年（平成16年） | 28,477             | 14,115           | [ * 7 ]  |
| 2005年（平成17年） | 27,942             | 13,866           | [ * 8 ]  |
| 2006年（平成18年） | 28,151             | 13,974           | [ * 9 ]  |
| 2007年（平成19年） | 28,096             | 13,983           | [ * 10 ] |
| 2008年（平成20年） | 28,307             | 14,116           | [ * 11 ] |
| 2009年（平成21年） | 28,194             | 14,055           | [ * 12 ] |
| 2010年（平成22年） | 28,083             | 14,007           | [ * 13 ] |
| 2011年（平成23年） | 27,991             | 13,959           | [ * 14 ] |
| 2012年（平成24年） | 28,987             | 14,464           | [ * 15 ] |
| 2013年（平成25年） | 30,150             | 15,057           | [ * 16 ] |
| 2014年（平成26年） | 29,703             | 14,842           | [ * 17 ] |
| 2015年（平成27年） | 30,555             |                  |          |
| 2016年（平成28年） | 30,477             |                  |          |

## 車站周邊
- 藤澤市立六会中學校（日语：藤沢市立六会中学校）
- 藤澤市立六会小學校（日语：藤沢市立六会小学校）
- 日本大學湘南校舍 - 生物資源科學部、短期大學部校區。
- 日本大學藤澤高等學校（日语：日本大学藤沢高等学校）
- 多摩大學（日语：多摩大学）湘南校區
- 神奈川縣立藤澤工科高等學校（日语：神奈川県立藤沢工科高等学校）
- 神奈川縣立藤澤養護學校（日语：神奈川県立藤沢養護学校）
- 神奈川縣立綜合教育中心龜井野廳舍
- 藤澤北警察署（日语：藤沢北警察署）六會日大站前交番
- 藤澤市役所六會市民中心
- 六會郵便局
- MaxValu Express（日语：マックスバリュ）藤澤六會店 - MaxValu東海（日语：マックスバリュ東海）營運
- 神奈川信用金庫（日语：かながわ信用金庫）
- Origin便當（日语：オリジン東秀）
- FamilyMart
- Tsuruha藥妝（日语：ツルハ）
- Sankus
- skyflower
- YorkMart（日语：ヨークマート）六會店
- Esso Express
  - 7-Eleven
- 國道467號（日语：国道467号）
- 神奈川縣道403號菖蒲澤戶塚線（日语：神奈川県道403号菖蒲沢戸塚線）

## 巴士路線
- 六會日大前站（東口）
  - 神奈川中央交通（日语：神奈川中央交通）
    - 藤58系統 - 往藤澤站北口
- 六會日大前站西口
  - 藤澤神奈交巴士（日语：藤沢神奈交バス）
    - 六01、六04系統 - 天神町循環
    - 六02、六05系統 - 往天神町9號

## 其他
過去從大船站往橫濱夢幻樂園的夢幻樂園單軌電車線曾計畫建設夢幻樂園至六會站的路線，但未取得許可執照。

## 相鄰車站
小田急電鐵
 江之島線

■快速急行、■急行
通過
■各站停車
湘南台（OE 09）－六會日大前（OE 10）－善行（OE 11）

## 外部連結
- 六會日大前 - 小田急電鐵